# Zalányi Tibor
Zalányi Tibor (Marosvásárhely, 1911. január 22. – Székelyudvarhely, 1992. augusztus ? ) erdélyi magyar gazdamérnök, mezőgazdasági szakíró.

## Életútja
Középiskoláit a kolozsvári Piarista Gimnáziumban végezte (1929). Az I. Ferdinánd Egyetemen előbb rövid ideig jogot, majd földrajzot hallgatott, végül 1931-ben beiratkozott a Mezőgazdasági Akadémiára, ahol – közben katonai szolgálatát is letöltve – 1938-ban szerezte meg a gazdamérnöki oklevelet. 1938–40-ben a Római Katolikus Státus kézdivásárhelyi téli gazdasági iskolájában helyettes tanár, 1940 őszétől a kolozsvári Mezőgazdasági Akadémia kötelékébe tartozó „EMGE zöldmező ügyosztály” titkára. Ebben a minőségben szervezett vármegyei és járási mezőgazdasági tanfolyamokat, felkészítve hallgatóit az intenzív takarmánytermesztésen alapuló állattenyésztés és legelőgazdálkodás ismereteiből.
1944 őszétől a hídalmási járás gazdasági felügyelője, 1945-ben rövid ideig a Mezőgazdasági Akadémia kolozsmonostori tangazdaságának vezetője, majd 1947-ig a magyar tanítóképzőben a mezőgazdaságtan tanára. 1947-ben Székelykeresztúrra, onnan 1950-ben Székelyudvarhelyre került mezőgazdasági, illetve állattenyésztési felügyelőként. 1962 márciusától – számos más agrármérnök társával együtt – különböző kollektív gazdaságok vezetésével (Székelyszentlélek–Malomfalva, Farcád, Atyha) bízzák meg. Közben 1957–60 között a székelyudvarhelyi Mezőgazdasági Középiskolában az üzemszervezés és földméréstan tanára. 1968-ban betegnyugdíjba került.

## Szakírói munkássága
Szaktanulmányai, szakcikkei az Erdélyi Gazdában és az évente kiadott Gazdanaptárban jelentek meg, A szántóföldi takarmánynövények c. nagyobb tanulmányát az EMGE centenáriumi kiadványa (Erdély mezőgazdasága. Kolozsvár, 1944) közölte.